# شهرستان سومتر (آلاباما)
شهرستان سومتر، آلاباما (به انگلیسی: Sumter County, Alabama) شهرستانی در ایالات متحده آمریکا است که در آلاباما واقع شده‌است.

## خصوصیات
شهرستان سومتر ۲٬۳۶۴٫۶۷ کیلومترمربع مساحت دارد.